# استادو نوو (پرتغال)
استادو نوو (در پرتغالی: دولت جدید) یک حکومت فاشیستی روحانیون و صنف‌گرای پرتغالی که در سال ۱۹۳۳ برقرار شد و شکل تکامل یافته دیکتاتورا ناسیونال("دیکتاتوری ملی") بود که پس از کودتای ۲۸ می ۱۹۲۶ برضد جمهوری بی ثبات اول شکل گرفته بود. دیکتاتورا ناسیونال و استادو نوو در کنار هم به عنوان جمهوری دوم پرتغال شناخته می‌‏شوند. استادو نوو که عمیقا تحت تاثیر ایدئولوژیهای فاشیسم، محافظه کار و یکه سالار بود، توسط آنتونیو الیویرا سالازار بسط یافت که از سال ۱۹۳۲ تا زمانی که به علت بیماری مجبور به کناره گیری شد رئیس هیئت وزیران بود.
این رژیم در ذات خود نظامی محافظه کار، صنف گرا، ملی گرا، طرفدار روحانیت فاشیستی و مخالف کمونیسم، سوسیالیسم، سندکالیسم، آنارشیسم، لیبرالیسم و استعمارزدایی بود و از کاتولیسم سنتی پرتغال دفاع می کرد. افق سیاسی آنها بقای پرتغال به عنوان ملتی چند قاره ای تحت نظریه لوستروپیکالیسم بود که آنگولا، موزامبیک، و دیگر قلمروهای پرتغال را ادامه خود پرتغال می‏‌دید که قرار بود سرچشمه ثبات و تمدن برای جوامع فراسوی دریا در قلمروهای آفریقایی و آسیاییش باشد. پرتغال تحت حاکمیت استادو نوو سعی می کرد ادامه دهنده راه امپراتوریی به قدمت چند قرن به مساحت ۲,۱۶۸,۰۷۱ کیلومتر مربع باشد، درحالی‌که تا آن زمان دیگر قدرتهای پیشین استعماری به فراخوان جهانی برای تن دادن به حق تعیین سرنوشت و استقلال مستعمرات فرادریایی خود پیوسته بودند.
از ۱۹۵۰ تا زمان مرگ سالازار در ۱۹۷۰ سرانه تولید ناخالص داخلی پرتغال سالانه رشدی به میزان ۵.۷ درصد داشت. به رغم رشد اقتصادی قابل توجه و همگرایی اقتصادی، تا زمان سقوط استادو نوو پرتغال همچنان پائینترین درآمد سرانه و بیشترین درصد بی سوادی را در اروپای غربی داشت(گرچه این وضع پس از سقوط رژیم نیز تاکنون باقیست.) در ۲۵ آوریل ۱۹۷۴ انقلاب میخک، یک کودتای نظامی که توسط افسران نظامی چپ پرتغال سازماندهی شده بود -جنبش نیروهای مسلح- منجر به پایان استادو نوو شد.